# Adderley
Pour les articles homonymes, voir Adderley (homonymie).
Adderley est un village et une paroisse civile du Shropshire, en Angleterre. Il se situe dans le nord-est du comté, à 6 km au nord de la ville de Market Drayton.

## Toponymie
Adderley est un nom d'origine vieil-anglaise qui fait référence à une clairière (lēah) appartenant à une femme nommée Althryth. Ce toponyme est attesté sous la forme Eldredelei dans le Domesday Book, compilé en 1086.

## Histoire
Le Domesday Book indique qu'en 1086, le manoir d'Adderley appartient à un certain Néel, surnommé « le médecin » (medicus). Le village compte alors 6 habitants et sa valeur annuelle est estimée à 15 shillings.
Au début du XVIe siècle, la famille Needham fait construire le manoir de Shavington Hall près d'Adderley. En 1625, Robert Needham est titré vicomte de Kilmorey (en) dans la pairie d'Irlande. Le manoir est reconstruit au XVIIIe siècle, puis vendu en 1885 à Arthur Heywood-Lonsdale (en) et détruit en 1959.

## Démographie
Au recensement de 2011, la paroisse civile d'Adderley comptait 372 habitants.
| 1801 | 1811 | 1821 | 1831 | 1841 | 1851 | 1881 |
| ---- | ---- | ---- | ---- | ---- | ---- | ---- |
| 365  | 405  | 378  | 468  | 404  | 353  | 434  |

| 1891 | 1901 | 1911 | 1921 | 1931 | 1951 | 1961 |
| ---- | ---- | ---- | ---- | ---- | ---- | ---- |
| 361  | 311  | 312  | 283  | 278  | 274  | 248  |

| 1971 | 1981 | 1991 | 2001 | 2011 | - | - |
| ---- | ---- | ---- | ---- | ---- | - | - |
| ?    | ?    | ?    | ?    | 372  | - | - |

## Culture locale et patrimoine

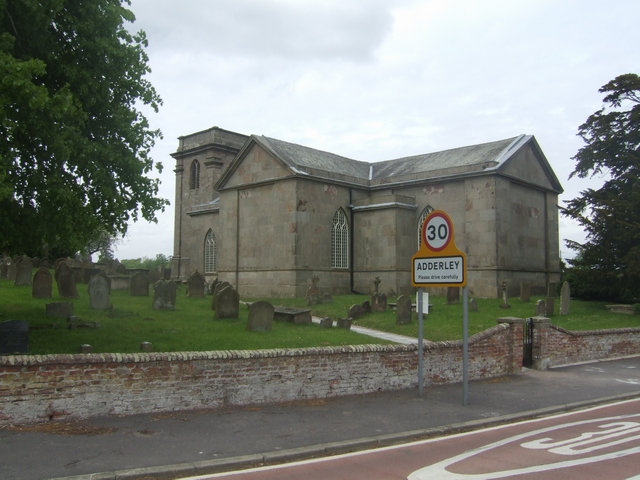
L'.

L'église paroissiale d'Adderley (en) est dédiée à saint Pierre. Elle a été entièrement reconstruite en 1801 par l'architecte Richard Baker, à l'exception de la tour, construite en 1712-1713, et le nord du transept, construit entre 1635 et 1637 comme chapelle funéraire des vicomtes Kilmorey de la famille Needham. Ce bâtiment est un monument classé de grade I depuis 1959.